# Station Tarnów Klikowa
Station Tarnów Klikowa is een spoorwegstation in de Poolse plaats Tarnów.